# Visitor
Visitor är Nina Kinerts första EP, utgiven 2005.

## Låtlista[1]
Där inte annat anges är låtarna skrivna av Nina Kinert.
1. "Visitor" (Nina Kinert, Simon Ryman)
2. "Heartbreaktown" (nyinspelad version, finns ursprungligen med på debutalbumet Heartbreaktown)
3. "Learn to Like It"
4. "Water into Wine"